# Hrabišín
Hrabišín (deutsch Rabersdorf) ist eine Gemeinde in Tschechien. Sie liegt sieben Kilometer südöstlich von Šumperk und gehört zum Okres Šumperk.

## Geographie
Die Gemeinde erstreckt sich am Übergang der Hraběšická vrchovina (Rabenseifener Bergland) zur Úsovská vrchovina (Ausseer Hügelland) entlang des Oberlaufs der Loučka und kleinerer Zuflüsse. Nordöstlich erheben sich die Kopka (Kobel, 692 m) und der Březový vrch (Friesenberg, 705 m), im Osten die Na Samotách (Große Seite, 447 m) und der Mladoňovský vrch (Hoher Viebich, 547 m) sowie nordwestlich der Dražník (506 m) und Malínský vrch (491 m). Im Osten wird das Dorf von der Eisenbahnstrecke Šumperk – Uničov umfahren, die Bahnstation befindet sich einen knappen Kilometer südlich von Hrabišín. Südlich liegt der Stausee Hrabišín.
Nachbarorte sind Loučky und Nový Malín im Norden, Mladoňov und Václavov im Osten, Horní Libina im Südosten, Obědné und Benkov im Süden, Strupšín im Südwesten, Horní Olešná und Dolní Olešná im Westen sowie Dolní Studénky, Králec und Třemešek im Nordwesten.

## Geschichte
Das nach dem Geschlecht der Hrabisch von Schwabenitz und Aussee benannte Dorf wurde 1358 erstmals urkundlich erwähnt. Besitzer eines Teils des Dorfes waren zu dieser Zeit Skoch von Postřelmov und Bohuslav von Rájec. Ein Anteil von Hrabišín gehörte 1398 der Markgrafschaft Mähren, die ihn an Proček von Bouzov veräußerte. Besitzer des anderen Teils war bis 1399 Víšek von Závořice. Ab 1420 gehörte das gesamte Dorf Jan Puška von Kunstadt und ab 1437 den Tunkl von Brníčko.
Georg d. Ä. Tunkl schloss Hrabišín zum Ende des 15. Jahrhunderts an die vereinigte Herrschaft Hohenstadt an. 1527 erwarb Peter von Zierotin Rabersdorf zusammen mit dem Hof Johrnsdorf und Schönbrunn und errichtete die neue Herrschaft Johrnsdorf. Im Hufenregister von 1677 sind für Rabersdorf 19 Anwesen ausgewiesen. 1794 entstand in Wiesen eine einklassige Dorfschule, die auch die Rabersdorfer Kinder besuchten. 1834 lebten in den 36 Häusern des Dorfes 281 Menschen. Bis 1848 blieb Rabersdorf nach Johrnsdorf untertänig.
Nach der Aufhebung der Patrimonialherrschaften bildete Rabersdorf / Rabišany ab 1850 eine Gemeinde im Bezirk Mährisch Schönberg. 1873 erhielt Rabersdorf mit der Eisenbahn von Mährisch Schönberg nach Sternberg einen Bahnanschluss. 1879 wurde die Straße von Deutsch Liebau nach Frankstadt eingeweiht. 1900 standen in Rabersdorf, das zu dieser Zeit rein deutschsprachig war, 50 Wohnhäuser mit 346 Bewohnern. Auch im 20. Jahrhundert behielt Rabersdorf seinen bäuerlichen Charakter. Der einzige Betrieb war eine Schnapsbrennerei, die 1903 vom Bürgermeister Gustav Dworzak gegründet wurde. 1929 entstand eine tschechische Minderheitenschule. 1930 hatte das Dorf 310 Einwohner, darunter waren 28 Tschechen.
Nach dem Münchner Abkommen wurde die Gemeinde 1938 dem Deutschen Reich angeschlossen und gehörte bis 1945 zum Landkreis Mährisch Schönberg. 1938 wurden Wiesen, Nieder Ullischen und Ober Ullischen nach Rabersdorf eingemeindet. Dadurch wuchs die Einwohnerzahl im Jahre 1939 auf 1328 an. Nach dem Zweiten Weltkrieg kam die Gemeinde zur Tschechoslowakei zurück und die deutsche Bevölkerung wurde vertrieben.
Die Eingemeindung von Loučky, Dolní Olešná und Horní Olešná wurde unmittelbar nach Kriegsende wieder aufgehoben und 1949 erneut vorgenommen. Die Besiedlung mit Tschechen erfolgte nur in geringem Umfang. 1950 hatte die Gemeinde nur noch 901 Einwohner, die in 284 Häusern wohnten. Im Jahre 1991 bestand die Gemeinde Hrabišín aus 215 Wohnhäusern mit 802 Bewohnern. Mit Beginn des Jahres 2000 verloren Loučky, Dolní Olešná und Horní Olešná ihren Status als Ortsteile. Die Ortschaften bilden mit Hrabišín ein zusammenhängendes Siedlungsgebiet.

## Gemeindegliederung
Für die Gemeinde Hrabišín sind keine Ortsteile ausgewiesen. Die Gemeinde besteht aus den Ortslagen Dolní Olešná (Nieder Ullischen), Horní Olešná (Ober Ullischen), Hrabišín (Rabersdorf) und Loučky (Wiesen).

## Sehenswürdigkeiten
- Pestsäule in Dolní Olešná
- Kapelle in Dolní Olešná
- Kapelle in Horní Olešná
- Kapelle zwischen Hrabišín und Loučky
- Marterl am Feldweg nordwestlich von Dolní Olešná, errichtet 1820

## Persönlichkeiten
- Johann Krist (1869–1935), Wiener Bezirksvorsteher